# Преступление Сильвестра Боннара
«Преступление Сильвестра Боннара» (фр. Le Crime de Sylvestre Bonnard) — роман французского писателя Анатоля Франса, опубликованный в 1881 году.
Главный герой романа — историк и филолог, живущий в мире книг. Случайно он встречает юную дочь женщины, которую когда-то любил, и, чтобы защитить её от жестокого опекуна, организует похищение. Впоследствии девушка выходит замуж за ученика Боннара.
«Преступление Сильвестра Боннара» стало первым из опубликованных романов Анатоля Франса, до этого писавшего в основном стихи. Оно принесло 37-летнему писателю известность и премию Французской академии. В этой книге проявились характерные для Франса-прозаика мягкая ирония, скептические отношение к общепринятым ценностям, виртуозность стиля. У главного героя романа много общего с господином Пижоно (одноимённая новелла в составе сборника «Валтасар», 1889) и с Богусом («Книга моего друга»).
В 1929 году по мотивам романа был снят одноимённый фильм. Его срежиссировал Андре Бертомьё, главную роль сыграл Эмиль Матра.